# Vuoto di luna
Vuoto di luna (in originale Void Moon) è un romanzo thriller del 2000 di Michael Connelly, pubblicato  nel 2002.
Il romanzo è stato tradotto in turco, giapponese, polacco, norvegese, italiano e altre lingue.

## Trama
Cassie Black ha passato sei anni in prigione per un furto al casinò dove ha perso la vita il suo compagno. Durante la libertà vigilata progetta di riprendersi la figlia, in adozione, arraffare un sacco di soldi e scomparire nel nulla. Ma qualcuno le sta alle costole...

## Edizioni in italiano
- Michael Connelly, Vuoto di luna: thriller, traduzione di Gianni Montanari, Casale Monferrato: Piemme, 2000
- Michael Connelly, Vuoto di luna, traduzione di Gianni Montanari, Casale Monferrato: Piemme pocket, 2002
- Michael Connelly, Vuoto di luna, traduzione di Gianni Montanari, Milano: Mondadori, 2009